# Ґінкові
Ґі́нкові, також гі́нкгові (Ginkgoaceae) — в основному викопна група часів мезозою, яка взяла початок від насінних папоротей. У наш час ця колись велика група рослин представлена лише одним видом — ґінко дволопатеве.
У минулому ґінко дволопатеве і подібні до нього форми жили у верхньому тріасі, максимуму свого розвитку досягли у юрському періоді. Було описано 17 родів різноманітних викопних ґінкових. З крейдового періоду залишився лише один рід. Ще в третинний період ґінко було поширене майже по всій північній півкулі. Проте з настанням льодовикового періоду ареал його почав помітно скорочуватись. Тепер гінкго збереглося в природному стані тільки в горах Дянь Му-Шань провінцій Чжецзян і Аньхой Східного Китаю, де утворює мішані ліси.
Ґінко здавна культивується біля стародавніх буддійських храмів та інших історичних пам'яток і вважається священним деревом. Як стародавній релікт Землі ґінко успішно вирощують з насіння в ботанічних садах та дендропарках багатьох країн світу; в Україні — в Криму, в Закарпатті, майже в усій рівнинній частині.

## Роди
- Baiera†
- Baieroxylon †
- Cheirophyllum †
- Chiropteris †
- Ґінко (Ginkgo) L.
- Ginkgoites †
- Ginkgoidium †
- Ginkgopitys †
- Phoenicpsis †
- Polyspermophyllum †
- Trichopitys †